# Торе Сан Ђорђо
Торе Сан Ђорђо (итал. Torre San Giorgio) је насеље у Италији у округу Кунео, региону Пијемонт.
Према процени из 2011. у насељу је живело 577 становника. Насеље се налази на надморској висини од 262 м.

## Становништво
Према резултатима пописа становништва 2011. у општини је живело 709 становника.
| 1931. | 1936. | 1951. | 1961. | 1971. | 1981. | 1991. | 2001. | 2011. |
| ----- | ----- | ----- | ----- | ----- | ----- | ----- | ----- | ----- |
| 621   | 632   | 657   | 579   | 524   | 620   | 660   | 672   | 709   |